# Xinjiangovenator
Xinjiangovenator (que significa "caçador de Xinjiang") é um gênero de dinossauros celurossauros, possivelmente parte do grupo Maniraptora, que viveu durante o período Cretáceo Inferior, em algum momento entre os estágios Valanginiano e Albiano. Os restos de Xinjiangovenator foram encontrados na Formação Lianmuqin de Wuerho, Xinjiang, China, e foram descritos pela primeira vez por Dong Zhiming em 1973. O gênero é baseado em um único espécime, uma perna articulada parcial direita, contendo a tíbia, três pedaços de a fíbula, o calcâneo e o astrágalo. Este espécime, IVPP V4024-2, é o holótipo do gênero.
O holótipo foi originalmente pensado para ser outro espécime de Phaedrolosaurus. No entanto, Phaedrolosaurus é baseado apenas em um dente não diagnóstico, então os ossos dos membros posteriores receberam seu próprio gênero por Oliver Rauhut e Xu Xing em 2005. A espécie tipo é Xinjiangovenator parvus. O nome genérico é derivado da região autônoma de Xinjiang e do latim venator, "caçador". O nome específico parvus significa "pequeno" em latim.
A parte inferior da perna (tíbia mais ossos do tornozelo) tem um comprimento de 312 milímetros. Gregory S. Paul estimou em 2010 que os indivíduos Xinjiangovenator tinham um comprimento de 3 metros e uma massa de 70 kg. Rauhut & Xu (2005) estabeleceram duas autapomorfias (características derivadas únicas) que poderiam ser usadas para caracterizar o Xinjiangovenator. Primeiro, o côndilo lateral (articulação externa do tornozelo) na extremidade inferior da tíbia se estende mais para trás do que a borda externa da porção da tíbia próxima ao joelho. Em segundo lugar, a parte proximal da fíbula (perto do joelho) tem um sulco longitudinal ao longo de sua borda frontal.